# Kubikmeter

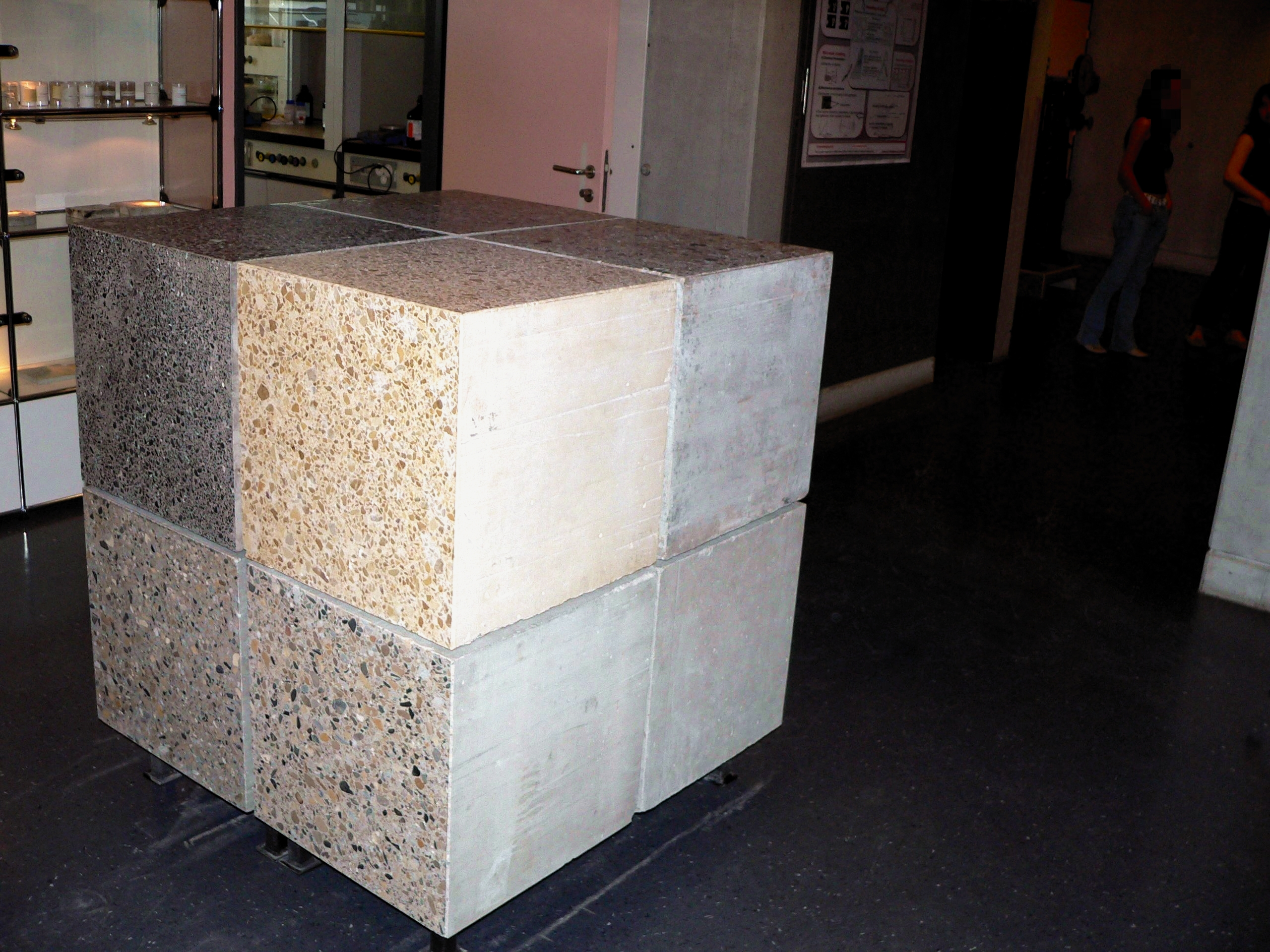
En kubikmeter betong.

Kubikmeter, m³ (kbm), är SI-enheten för volym. En kubikmeter är definierad som volymen av en kub med sidan 1 meter.
En vanligare enhet i vardagliga sammanhang är liter. 1 liter = 1/1000-dels kubikmeter = 1 kubikdecimeter (1 dm³), det vill säga den volym som ryms i en kub med sidlängden 1 decimeter.
En kubikcentimeter (cm³) kallas även milliliter och en kubikmillimeter (mm³) kallas även mikroliter.
Medan SI definierar m³ med stor precision kan det i många situationer, bl.a. inom skogsnäringen, finnas flera olika sätt att mäta och utvärdera volymer på.

## Överföring
1 km³ = 1 000 000 000 m³
1 m³ = 1 000 dm³ = 1 000 000 cm³ = 1 000 000 000 mm³
1 dm³ = 1 000 cm³
1 cm³ = 1 000 mm³